# Montagnes d'or
Pour plus de détails, voir Fiche technique et Distribution.
Montagnes d'or (Златые горы) est un film dramatique muet soviétique réalisé par Sergueï Ioutkevitch et sorti en 1931.

## Synopsis
Le film se déroule en 1914 et montre ce qui se passe dans une usine dans la perspective de la lutte des classes ainsi que du mouvement antiguerre. Le grand entrepreneur Kroutilov reçoit une grosse commande de l'armée pour son aciérie située à Saint-Pétersbourg et cherche maintenant de nouveaux collaborateurs. Cependant, une grève éclate dans l'usine.
Le fils de Kroutilov, ingénieur de profession, tente de corrompre l'ouvrier Piotr et en fait le chef des nouveaux arrivants prévus pour briser la grève. Piotr participe à un complot contre le chef des bolcheviks Vassili, mais change d'avis au cours de l'histoire et ramène chez lui Vassili, blessé après un attentat. Piotr finit par prendre part lui-même à la lutte du côté des grévistes.

## Fiche technique
- Titre français : Montagnes d'or[2]
- Titre original russe : Златые горы, Zlatye gory[3]
- Réalisation : Sergueï Ioutkevitch
- Scénario : Leonid Ierikhonov, Leo Arnchtam, Andreï Mikhaïlovski, Vladimir Nedobrovo, Sergueï Ioutkevitch
- Photographie : Joseph Martov, Vladimir Rapoport
- Musique : Dmitri Chostakovitch
- Décors : Nikolaï Souvorov
- Société de production : Lensoyouzkino
- Pays de production :  Union soviétique
- Langue originale : russe (film muet)
- Format : noir et blanc - 1,20:1 - Muet - 35 mm
- Genre : Drame
- Durée : 95 min
- Dates de sortie: 
  - Union soviétique : 6 novembre 1931

## Distribution
- Boris Poslavski (ru) : Piotr
- Iouri Korvine-Kroukovski : l'industriel Kroutilov
- Boris Feodossiev : Le fils de Kroutilov
- Ivan Chtraukh : Vassili
- Boris Tenine : Vikhrasti
- Nikolaï Chenguelaïa : l'homme des champs pétrolifères de Bakou
- Nikolaï Michourin : Nikolaï, l'artisan
- Boris Tchirkov
- Leonid Kmit